# Довжоцька сільська рада (Ямпільський район)
| Довжоцька сільська рада — колишній орган місцевого самоврядування у Ямпільському районі Вінницької області з адміністративним центром у с. Довжок. Сільській раді були підпорядковані населені пункти: - с. Довжок |

## Склад ради
Рада складалася з 16 депутатів та голови.

## Керівний склад сільської ради
| ПІБ                      | Основні відомості                                                | Дата обрання | Дата звільнення |
| ------------------------ | ---------------------------------------------------------------- | ------------ | --------------- |
| Бажура Іван Григорійович | Сільський голова, 1975 року народження, освіта незакінчена вища. | 31.10.2010   |                 |

Примітка: таблиця складена за даними джерела

## Населення
Згідно з переписом УРСР 1989 року чисельність наявного населення сільської ради становила 2210 осіб, з яких 936 чоловіків та 1274 жінки.
За переписом населення України 2001 року в сільській раді мешкали 2003 особи.

### Мова
Розподіл населення за рідною мовою за даними перепису 2001 року:
| Мова       | Відсоток |
| ---------- | -------- |
| українська | 98,51 %  |
| російська  | 1,24 %   |
| молдовська | 0,25 %   |